# Vienna (album)
Vienna is een album van de Britse popgroep Ultravox.

## Geschiedenis
Vienna was het vierde album van de groep en het eerste sinds de toetreding van zanger Midge Ure. Het betekende de grote doorbraak voor de band. De groep behaalde een hit met de titelsong. Hiervoor haalde men inspiratie bij de film The Third Man, een film noir-klassieker, die zich grotendeels in Wenen afspeelt.
De nummers "Sleepwalk", "Passing Strangers", "Vienna" en "All Stood Still" verschenen als single.

## Tracks

### Uitgave buiten Verenigd Koninkrijk
1. "Astradyne" - 7:07
2. "New Europeans" - 4:01
3. "Private Lives" - 4:06
4. "Passing Strangers" - 3:48
5. "Sleepwalk" - 3:10
6. "Mr. X" - 6:33
7. "Western Promise" - 5:18
8. "Vienna" - 4:53
9. "All Stood Still" - 4:21

### Uitgave Verenigd Koninkrijk
1. "Sleepwalk" - 3:09
2. "Passing Strangers" - 3:48
3. "New Europeans" - 4:00
4. "Private Lives" - 4:05
5. "Astradyne" - 7:10
6. "Mr. X" - 6:33
7. "Western Promise" - 5:19
8. "Vienna" - 4:53
9. "All Stood Still" - 4:22

### Bonustracks op cd (2000)
1. "Waiting"- 3:51
2. "Passionate Reply"- 4:17
3. "Herr X"- 5:49
4. "Alles Klar"- 4:53